# Opór (film)
Opór (ang. Defiance) – amerykański film wojenny z 2008 roku w reżyserii Edwarda Zwicka przedstawiający fabularyzowane losy tzw. partyzantów Bielskich. Film oparty został na książce Nechamy Tec „Defiance: The Bielski Partisans”. Zdjęcia kręcono na Litwie (głównie w okręgu wileńskim). W Polsce film miał swoją premierę 23 stycznia 2009 roku.

## Fabuła
Jest to opowieść o dużej grupie uzbrojonych Żydów, przewodzonej przez trójkę braci Bielskich, ukrywających się podczas II wojny światowej w lasach Puszczy Nalibockiej na terenie dzisiejszej Białorusi. Od 1941 do 1944 roku (od 1942 r. współpracując z partyzantką sowiecką) z powodzeniem wymykali się hitlerowcom, a w sercu puszczy stworzyli tajną osadę dla żydowskich uciekinierów.

## Obsada
- Daniel Craig – Tuvia (Tewje) Bielski
- Liev Schreiber – Aleksander (Zus) Bielski
- Jamie Bell – Asael (Izrael) Bielski
- George MacKay – Aron Bielski
- Alexa Davalos – Lilka
- Allan Corduner(inne języki) – Szamon
- Mark Feuerstein – Malbin
- Mia Wasikowska – Chaja
- Jacek Koman – Konstanty „Kościk” Kozłowski
- Tomas Arana – Ben Zion Gulkowitz
- Iben Hjejle(inne języki) – Bella
- Ravil Isyanov(inne języki) – radziecki dowódca
- Mark Margolis – starszy gminy żydowskiej

## Kontrowersje
W Polsce film wywołał, jeszcze przed premierą, kontrowersje związane z samą grupą Bielskiego, a także z powodu nieścisłości historycznych (m.in. minimalizowania roli polskości na Kresach i wyolbrzymiania rzekomych walk prowadzonych z Niemcami przez grupę Bielskiego). W styczniu 2008 polscy blogerzy związani ze środowiskami prawicowymi wystosowali list otwarty będący protestem przeciwko filmowi Opór. Kontrowersje wywołał m.in. możliwy udział partyzantów Bielskiego w zbrodni w Nalibokach.

## Nagrody i nominacje
Oscary za rok 2008
- Najlepsza muzyka – James Newton Howard (nominacja)

Złote Globy 2008
- Najlepsza muzyka – James Newton Howard (nominacja)